# Delphinium pictum
Delphinium pictum är en ranunkelväxtart. Delphinium pictum ingår i släktet storriddarsporrar, och familjen ranunkelväxter.

## Underarter
Arten delas in i följande underarter:
- D. p. pictum
- D. p. requienii